# Matti Perttilä
Matti Rudolf „Masa“ Perttilä (21. ledna 1896 Isokyrö, Finsko – 12. května 1968 tamtéž) byl finský zápasník, reprezentant v zápase řecko-římském.
V roce 1920 na olympijských hrách v Antverpách vybojoval bronzovou medaili ve střední váze.
Olympijské hry v Antverpách byly jediný velký mezinárodní turnaj, kterého se Perttilä účastnil. Na domácím mistrovství vybojoval dvakrát stříbro ve střední váze, a to v roce 1920 a 1921. V roce 1923 emigroval do Kanady, avšak před druhou světovou válkou se vrátil do Finska.